# Othreis formosana
Othreis formosana är en fjärilsart som beskrevs av Okano 1964. Othreis formosana ingår i släktet Othreis och familjen nattflyn. Inga underarter finns listade i Catalogue of Life.